# Municipio de Bloom (condado de Ford)
El municipio de Bloom (en inglés: Bloom Township) es un municipio ubicado en el condado de Ford en el estado estadounidense de Kansas. En el año 2010 tenía una población de 116 habitantes y una densidad poblacional de 0,81 personas por km².

## Geografía
El municipio de Bloom se encuentra ubicado en las coordenadas 37°30′54″N 99°54′52″O / 37.51500, -99.91444. Según la Oficina del Censo de los Estados Unidos, el municipio tiene una superficie total de 143.54 km², de la cual 143,54 km² corresponden a tierra firme y (0 %) 0 km² es agua.

## Demografía
Según el censo de 2010, había 116 personas residiendo en el municipio de Bloom. La densidad de población era de 0,81 hab./km². De los 116 habitantes, el municipio de Bloom estaba compuesto por el 86,21 % blancos, el 12,07 % eran de otras razas y el 1,72 % eran de una mezcla de razas. Del total de la población el 21,55 % eran hispanos o latinos de cualquier raza.